# Bryconops caudomaculatus
Bryconops caudomaculatus es una especie de peces de la familia Characidae en el orden de los Characiformes.

## Morfología
Los machos pueden llegar alcanzar los 7 cm de longitud total.

## Hábitat
Vive en zonas de clima tropical entre 23 °C - 26 °C de temperatura.

## Distribución geográfica
Se encuentran en Sudamérica:  cuencas de los ríos Orinoco y  Amazonas, y ríos costeros de las Guayanas.